# CJ Egan-Riley
Conrad Jaden Egan-Riley (sinh ngày 2 tháng 1 năm 2003) là một cầu thủ bóng đá chuyên nghiệp người Anh thi đấu ở vị trí hậu vệ cho câu lạc bộ Burnley tại Giải bóng đá Ngoại hạng Anh.